# Silbermine (Phantasialand)
Die Silbermine war eine Themenfahrt, die 1984 im Brühler Freizeitpark Phantasialand eröffnet wurde und zum Ende der Wintersaison 2013/2014 schloss. Sie befand sich hinter einem künstlichen Bergmassiv am Rande der Westernstadt Silver City, heute Themenbereich Mexico, und zeigte Szenen aus einem mexikanischen Bürgerkrieg. Das mit 120 Animatronics versehene Fahrgeschäft wurde von der Schwarzkopf GmbH produziert und von Hofmann ausgestattet. Mit dem Ende der Wintersaison 2013/2014 begann mit der Auflösung des Themenbereichs „Westernstadt“ auch der Rückbau der Silbermine.
Ebenfalls durch das Gebäude der Silbermine fuhr der Phantasialand-Jet vorbei an Szenen, in denen Dinosaurier und Steinzeitmenschen dargestellt wurden.

## Geschichte
Die Attraktion war bereits beim Bau der Westernstadt eingeplant worden, zunächst jedoch unter dem Namen Goldmine. 1978 wurde das Fundament gelegt. Zunächst wurde dann aber China Town gebaut. Nachdem 1981 die äußere Gestaltung feststand, wurde im März 1982 der Bauantrag für die Fahrattraktion gestellt. Im November 1982 begannen die Bauarbeiten für die Hallenkonstruktion, der Innenausbau fand 1983 statt. Insgesamt wurden 36.000 Quadratmeter Raum umbaut.
2012 wurde der Eingang der Silbermine wegen Besuchermangels in die ungefähre Mitte des vorherigen Wartebereichs verlegt.

## Fahrtbeschreibung
Die Station war mit einer Drehscheibe realisiert, die sich mit der gleichen Winkelgeschwindigkeit wie das Endlosfahrsystem im Stationsbereich drehte. Die zehn Züge mit jeweils sieben Wagen und einer Lok waren zu einem Endloszug gekoppelt.  Zwischen und in die Züge waren zusätzlich Plattformwagen als Abstandhalter und für die einfache Querung der Strecke im Fluchtfall eingekoppelt. Die Züge boten jeweils Platz für 45 Passagiere. Jeder Wagen hatte zwei Reihen für jeweils drei Personen, die als Lok gestalteten ersten Wagen hatten nur eine Sitzreihe.
Die Fahrt begann mit ersten Szenen von Minenarbeitern, die Silber abzubauen schienen oder sich in ihrer Pause beim Kartenspiel vergnügten. Hierbei war der Musiktitel La resa dei conti von Ennio Morricone zu hören. Ein Tunnel, in dem sich die Schiene zur Seite neigte und der sich um den Zug herum drehte, vermittelte den Eindruck, nicht der Tunnel drehte sich, sondern der Zug selbst. Danach ging es eine Auffahrt hinauf, in der der Stollen scheinbar einbrach und Felsbrocken auf den Zug herabfielen. Nach einer weiteren Szene im Bergwerk, in der ein Grubenpferd einen Wagen zog, gelangte der Zug in eine mexikanische Ortschaft, in der im Rahmen einer Fiesta unter anderem ein Hahnenkampf stattfand. Außerdem sah man das ausgelassene Treiben in einer mexikanischen Schankwirtschaft und ein Bullenreitturnier. Die Ortschaft wurde im Folgenden von Banditen überfallen und die Häuser angezündet, wobei die Feuerwehr versuchte, den Brand zu bekämpfen und ein Glöckner in der Kapelle die Feuerglocke läutete. Die Gesetzeshüter wurden eingesperrt. Unter den scheinbar brennenden Häusern hindurch ging es parallel zur Auffahrt im Stollen wieder hinab zur letzten und größten Szene. Hier wurde eine mexikanische Festung (Fort) von Milizen angegriffen. Verwendet wurden in dieser Schlacht unter anderem Leitern, ein Gatling-Maschinengewehr, Kanonen, Katapulte sowie Handfeuerwaffen und Dynamit. Neben Licht und Geräuscheffekten kamen hier auch Raucheffekte für die „abfeuernden“ Kanonen zum Einsatz. Auch wurde hier mit Schießpulver-Duftstoffen gearbeitet, um die Szene noch lebendiger wirken zu lassen. Ein kaum thematisierter Tunnel führte im Anschluss zurück zur Station.

## Kritik
Bemängelt wurde der relativ lange Wartebereich, der im Widerspruch zu den mit der Zeit kürzer gewordenen Warteschlangen stand. Zur Saison 2012 wurde der Eingang daher umgelegt und die Warteschlange dadurch um mehr als die Hälfte verkürzt. Nachteilig war jedoch, dass die digitale Messung und Anzeige der Wartezeit ab diesem Zeitpunkt nicht mehr möglich war.
Kritisiert wurde ebenfalls die Tatsache, dass 2001 wegen der Brandschutzbestimmungen unter anderem 26 Notausgangsschilder aufgehängt und Dekorationselemente entfernt werden mussten, die die Atmosphäre beeinträchtigten.

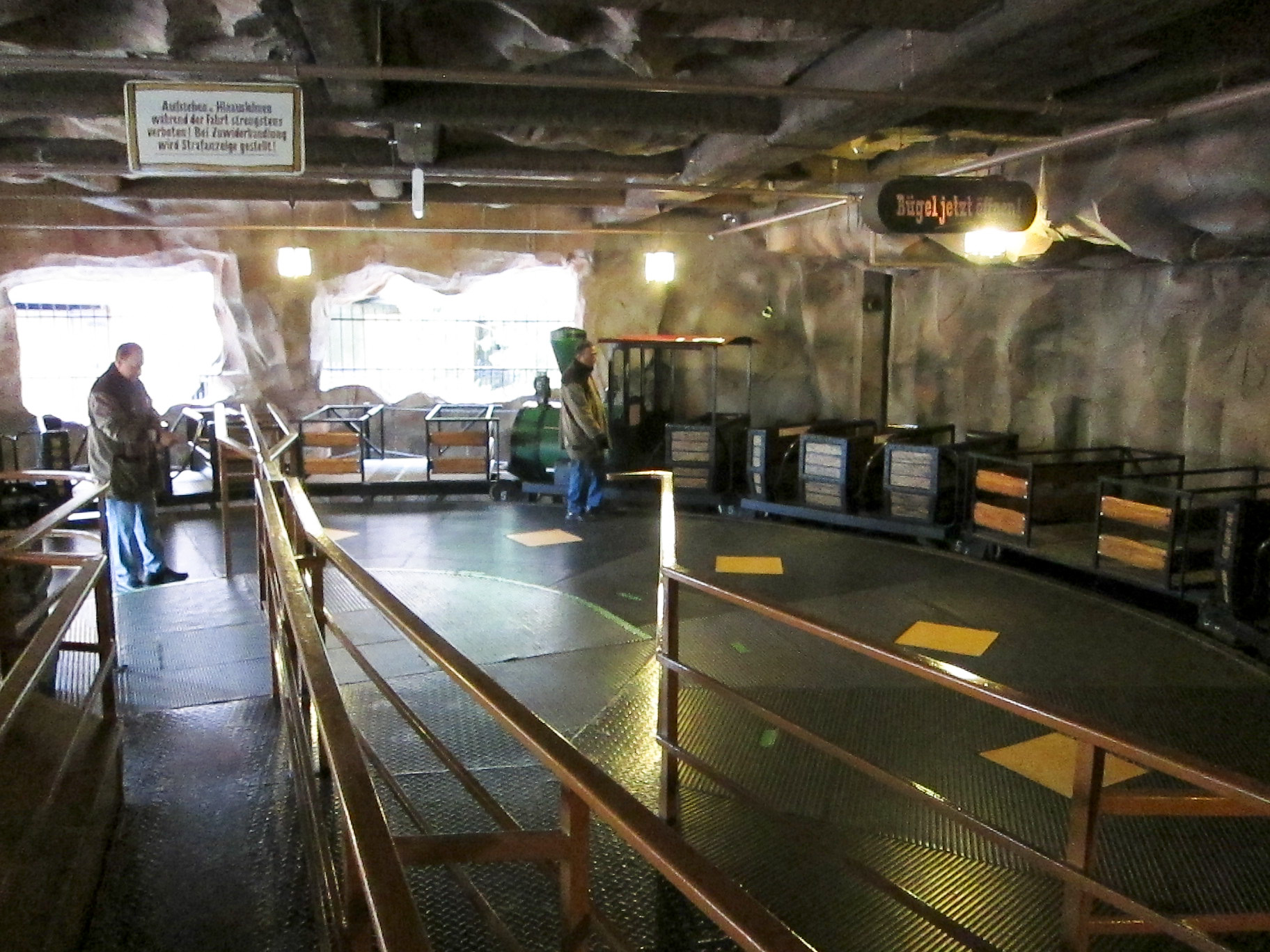
Station der Silbermine
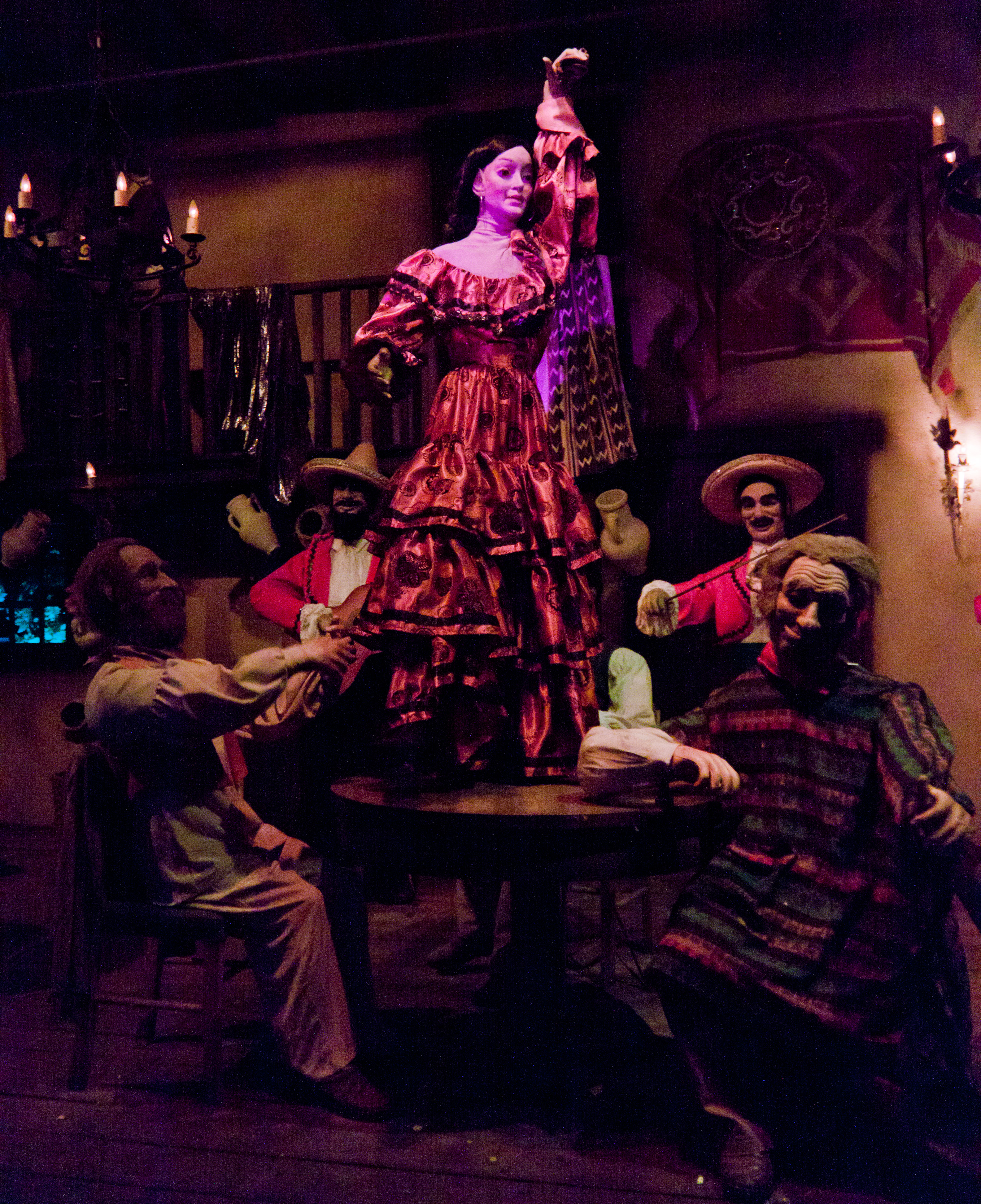
Tänzerin in der Taverne des Dorfes
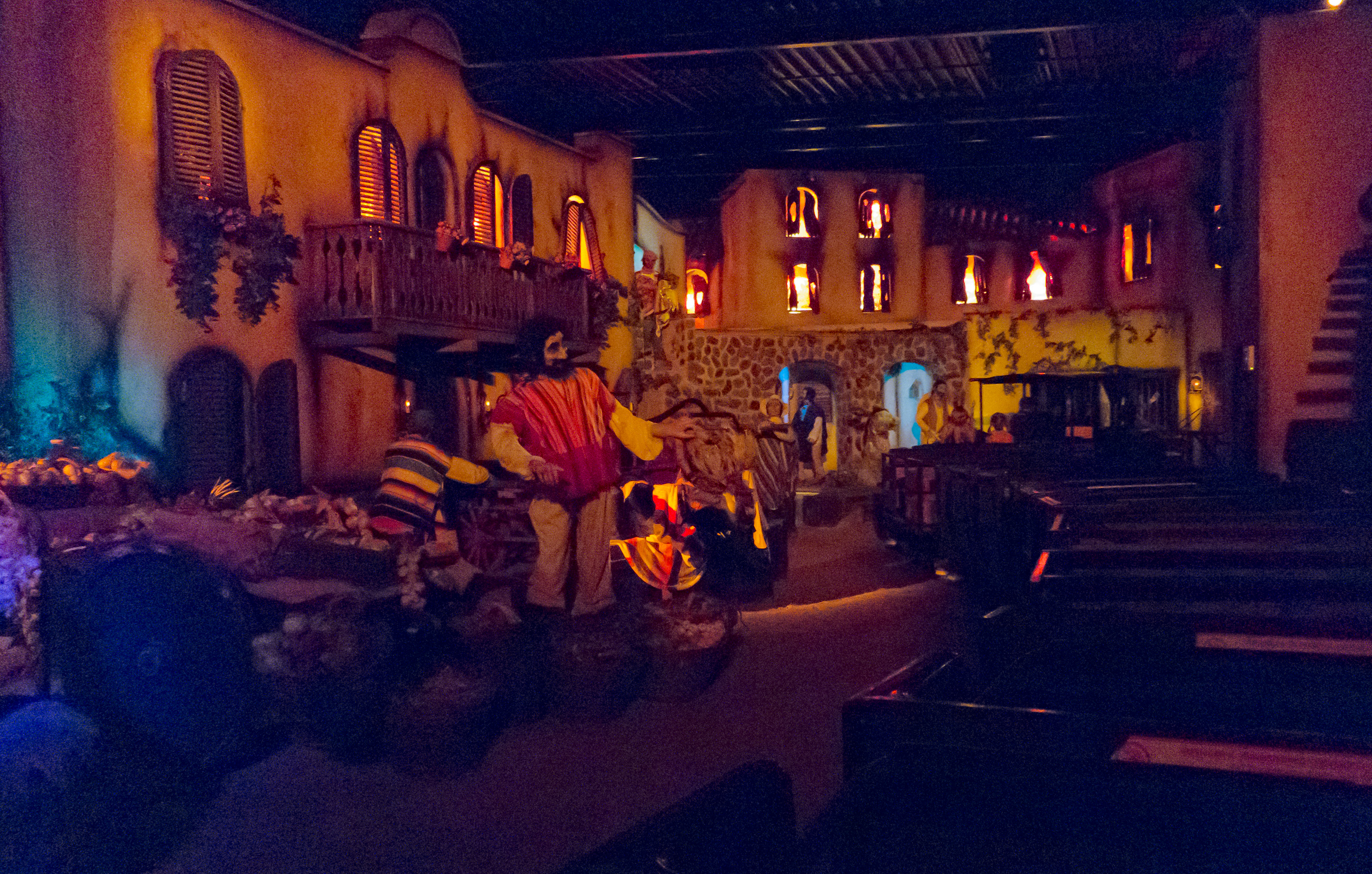
Die Züge fahren vorbei an scheinbar brennenden Häusern
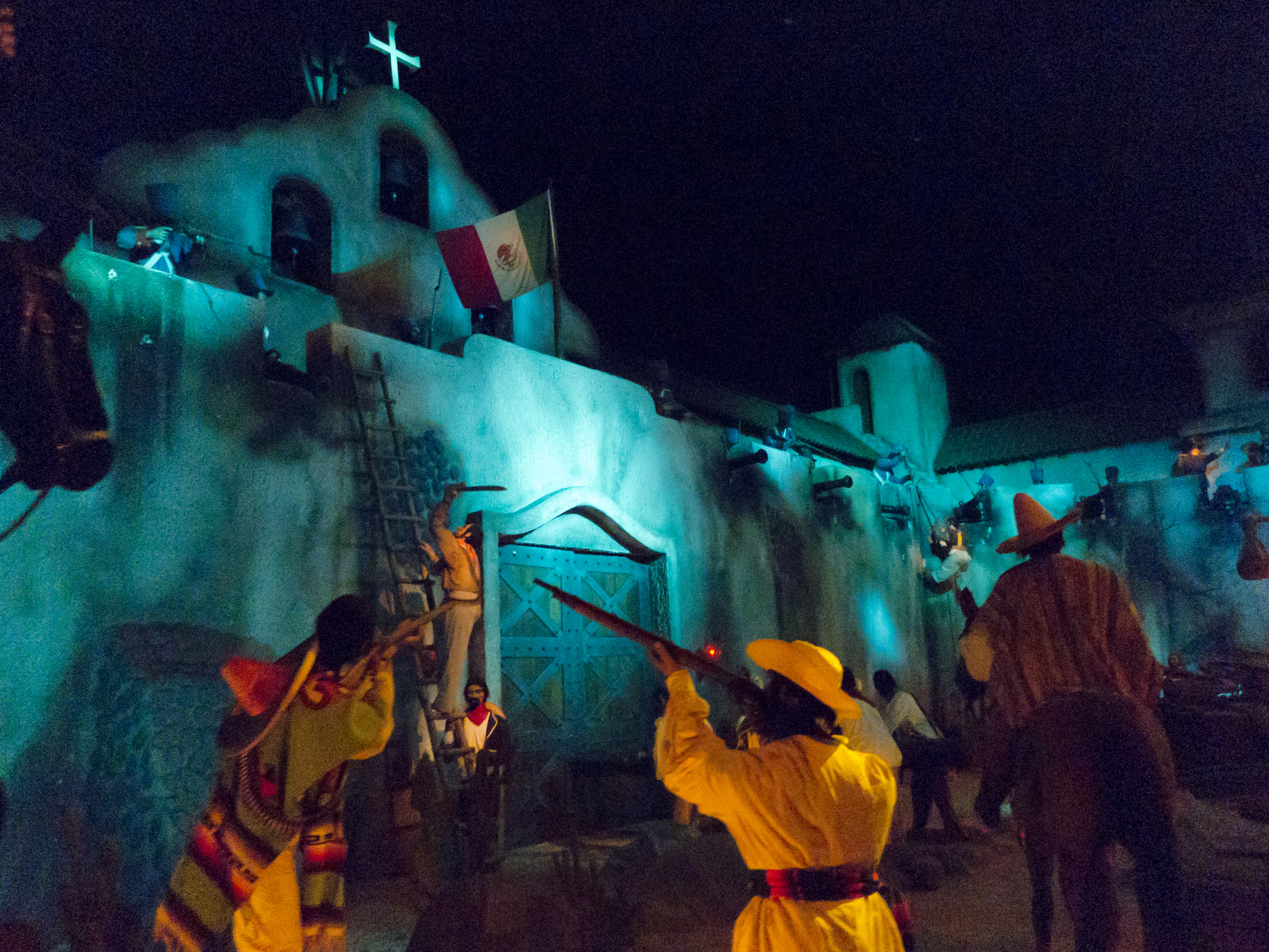
Der Angriff auf das Fort